# 코로베이니키

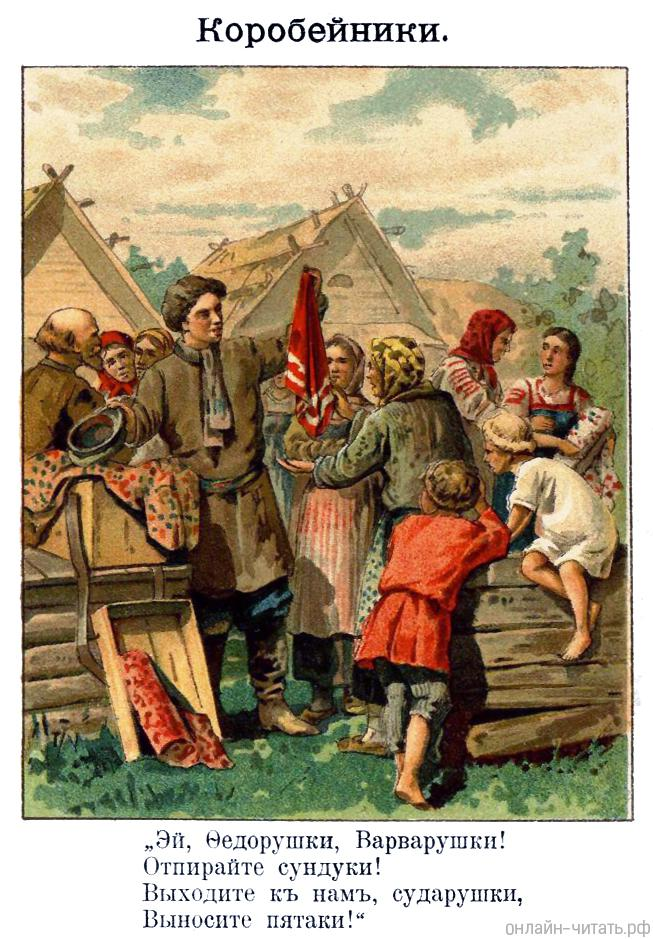

코로베이니키(러시아어: Коробе́йники)는 러시아의 시, 민요, 가곡이다. 러시아어로 "행상인"이라는 뜻이다.

## 해설
러시아 혁명 이전의 러시아에서 광목, 잡화, 책을 팔러다니던 행상인을 의미한다. 1861년 잡지 《소브레멘니크(Современник, 동시대인)》에 니콜라이 네크라소프가 발표한 장편시 〈행상인(코로베이니키)〉의 1절에 선율을 붙여서 민요화되었다. 민요화된 서두의 소절에서 〈Ой, полна, полна коробушка(오오 상자 한가득이군)〉이라고도 한다. 또 이 서두부분에 나오는 коро́бушка(코로부쉬카, 행상인이 이는 등짐, 상자라는 의미)에서 코로부치카로도 알려져 있다.
시가 발표된 후의 작곡가는 미상이지만 곡이 붙여지고 눈 깜짝할 새에 러시아 민요로서의 지위를 확립한다. 알기 쉬운 구성의 댄스와 점점 템포가 빨라지는 악곡구성이 널리 알려져있다. 단 네크라소프의 오리지널 가사는 행상인 청년과 마을 처녀 사이의 하룻밤의 교제를 묘사한 것으로 연주에서도 서서히 템포가 빨라지는 연출은 없다. 또한 선율도 포크댄스 코로부쉬카로 알려진 것과는 약간 다르다.

## 가사
|    | 러시아어 가사 | 로마자 표기 | 한국어 해석 |
| -- | --- | --- | --- |
| 1  | Ой полным полна моя коробушка Есть и ситец, и парча. Пожалей, душа-зазнобушка, Молодецкого плеча.                                       | Oy polnym polna moya korobushka Yest' i sitets i parcha. Pozhaley, dusha-zaznobushka, Molodetskogo plecha.                                              | 오, 내 등짐이 가득 차 있소. 무명천과 양단이 여기 있소. 사랑하는 이여, 이 사내의 어깨에 짊어진 가엾음을 덜어주시오.                                                     |
| 2  | Выйду, выйду в рожь высокую, Там до ночки погожу, Как завижу черноокую, Все товары разложу.                                             | Vyydu, vyydu v rozh' vysokuyu, Tam do nochki pogozhu, Kak zavizhu chernookuyu, Vse tovary razlozhu.                                                     | 나는, 나는 키 큰 호밀밭으로 가야지. 나는 거기서 밤이 올 때까지 기다려야지. 그 검은 눈의 아가씨가 보이면, 내 모든 물건을 보여줘야지.                                    |
| 3  | Цены сам платил немалые, Не торгуйся, не скупись, Подставляй-ка губки алые, Ближе к молодцу садись.                                     | Tseny sam platil nemalyye, Ne torguysya, ne skupis', Podstavlyay-ka gubki alyye, Blizhe k molodtsu sadis'.                                              | 나는 적은 돈도 치르지 않았으니, 흥정하거나 쪼잔히 굴지 마시오. 그대의 새빨간 입술을 이리 주시오. 이 괜찮은 사내의 곁에 가까이 앉으시오.                                |
| 4  | Вот уж пала ночь туманная, Ждёт удалый молодец... Чу, идёт! – пришла желанная, Продаёт товар купец.                                     | Vot uzh pala noch' tumannaya, Zhdyot udalyy molodets. Chu, idyot! – prishla zhelannaya, Prodayot tovar kupets.                                          | 안개 자욱한 밤이 왔고, 저 대담한 사내가 기다린다. 잘 듣게, 그녀로군! 바라던 그이가 왔고, 상인은 물건을 판다.                                                           |
| 5  | Катя бережно торгуется, Всё боится передать, Парень с де́вицей целуется, Просит цены набавлять.                                          | Katya berezhno torguyetsya Vsyo boitsya peredat', Paren' s devitsey tseluyetsya, Prosit tseny nabavlyat'.                                               | 카챠는 보살핌을 흥정하고, 너무 줄 것을 걱정하고 있네. 사내는 그의 아가씨에게 입맞추고, 그녀에게 값을 올리라고 하네.                                                    |
| 6  | Знает только ночь глубокая, Как поладили они. Распрямись ты, рожь высокая, Тайну свято сохрани!                                         | Znayet tol'ko noch' glubokaya, Kak poladili oni. Raspryamis' ty, rozh' vysokaya, Taynu svyato sokhrani!                                                 | 깊은 밤만이 알겠지, 그들이 무슨 뜻을 같이 했는지를. 꼿꼿이 서라 키 큰 호밀아. 비밀을 철저히 지켜라!                                                                    |
| 7  | Ой, легка, легка коробушка, Плеч не режет ремешок! А всего взяла зазнобушка Бирюзовый перстенёк.                                        | Oy legka legka korobushka Plech ne rezhet remeshok A vsego vzyala zaznobushka, biryuzovyy perstenyok.                                                   | 아, 내 등짐이 가벼워졌소. 끈이 더 이상 내 어깨를 짓누르지 않소! 내 아가씨가 가져간 것은 단지 터키석 반지 뿐이었소.                                                     |
| 8  | Дал ей ситцу штуку целую, Ленту алую для кос, Поясок – рубашку белую Подпоясать в сенокос...                                            | Dal ey sittsu shtuku tseluyu, Lentu aluyu dlya kos, Poyasok – rubashku beluyu Podpoyasat' v senokos...                                                  | 나는 그녀에게 무명천 다발을 주었고, 땋은 머리에 쓰는 새빨간 리본을 주었소. 하얀 셔츠와 어울리는, 작은 띠를 주었소, 건초를 만들 때 쓰라고.                              |
| 9  | Все поклала ненаглядная В короб, кроме перстенька: «Не хочу ходить нарядная Без сердечного дружка!»                                     | Vse poklala nenaglyadnaya V korob, krome persten'ka: "Ne hochu hodit' naryadnaya Bez serdechnogo druzhka!"                                              | 사랑하는 그대가 상자에 받은 모든 것을 다시 넣네, 반지 만을 빼고. "약혼자가 없다면 차려 입고 돌아다니지 않겠소!"                                                        |
| 10 | То-то, дуры вы, молодочки! Не сама ли принесла Полуштофик сладкой водочки? А подарков не взяла!                                         | To-to, dury vy, molodochki! Ne sama li prinesla Polushtofik sladkoy vodochki? A podarkov ne vzyala!                                                     | 아이고, 그대 어리석은 젊은 처녀야! 그대는 반 병의 달콤한 보드카를 가져오지 않았는가? 선물도 가져가지 않았군!                                                           |
| 11 | Так постой же! Нерушимое Обещаньице даю: Опорожнится коробушка, На Покров домой приду И тебя, душа-зазнобушка, В божью церковь поведу!" | Tak postoy zhe! Nerushimoe Obeshchanʹitse dayu: Oporozhnitsya korobushka, Na Pokrov domoy pridu I tebya, dusha-zaznobushka, V bozhʹyu tserkovʹ povedu!" | 그래, 거기 있소! 어길 수 없는 약속을 내가 주리니 내가 등짐을 비우면, 보호자 마리아의 축일 때 집으로 돌아와, 그대, 사랑하는 이여, 하느님의 교회로 그대를 이끌고 가겠소! |
| 12 | Вплоть до вечера дождливого Молодец бежит бегом И товарища ворчливого Нагоняет под селом.                                               | Vplotʹ do vechera dozhdlivogo Molodets bezhit begom I tovarishcha vorchlivogo Nagonyaet pod selom.                                                      | 비오는 저녁이 올 때까지, 늠름한 젊은이가 달려서 투덜대는 동료를 마을에서 따라잡네.                                                                                     |
| 13 | Старый Тихоныч ругается: "Я уж думал, ты пропал!" Ванька только ухмыляется - Я-де ситцы продавал!                                       | Staryy Tihonych rugaetsya: "Ya uzh dumal, ty propal!" Van'ka tol'ko uhmylyaetsya - Ya-de sittsy prodaval!                                               | 늙은 티호니치는 투덜대네, "나는 네가 가버린 줄 알았어!" 반카는 히죽거리기만 하네, 나는 무명천을 판 것 뿐이라고!                                                        |

## 배경음악으로의 이용과 대중문화에 미친 영향
이 곡은 컴퓨터 게임 《테트리스》의 BGM으로 채용되어 러시아뿐만이 아닌 서방진영에도 영향을 주었다.
- 1992년 영국의 작곡가 앤드류 로이드 웨버는 닥터스빈의 이름으로 이 곡의 유로댄스 커버곡 《테트리스》를 발매하여 영국 싱글차트 6위를 기록했다.
- 미국의 록밴드인 오즈마는 2001년 발표한 앨범 《The Doubble Donkey Disc》에서 이 곡의 록 어레인지 버전은 발표했다.
- 호주의 아티스트인 헤도닉은 사이키델릭트랜스의 악곡 《Don't Mess with Tetris》를 2004년 발표, 일렉트릭 파워볼 레코즈에서 발매했다.
- 독일 테크노 그룹인 스쿠터는 2007년에 발표한 앨범 《Jumping All Over the World》의 악곡 《휘슬링 디브》에서 코로베이니키를 샘플링하여 사용하였다.
- 스웨덴 출신의 유로비트 아티스트 조니 야콥센(Dr.BOMBAY/Carlito)이 〈Russkij Pusskij〉의 곡 중에 인용하였다.
- 에그지트 튠즈에서 발매된 〈파미트라EX〉에 이 곡의 리믹스버전인 코로부치카 ryu* remix가 수록되어 있다.

또 이 리믹스판은 2010년 아케이드 게임 〈REFLEC BEAT〉에도 이식되었다.
테트리스 홀딩·LLC는 이 곡의 비디오게임 등의 활용에 대한 음향상표를 미국 특허상표청에서 취득하였다.

## 참고
- 미국 특허상표청

1. ↑  “Николай Некрасов: Коробейники”. Nekrasov.niv.ru. 2017년 5월 8일에 원본 문서에서 보존된 문서. 2011년 2월 21일에 확인함.